# Мушарраф, Первез
Первез Мушарраф (11 августа 1943, Дели, Британская Индия — 5 февраля 2023, Дубай, ОАЭ) — пакистанский военный, политический и государственный деятель.
Генерал, стал президентом Пакистана (2001—2008), придя к власти в 1999 году в результате бескровного государственного переворота. Будучи де-факто главой Пакистана, в 1999-2001 годах Мушарраф, не занимая президентского поста, официально именовался "главой исполнительной власти в Пакистане".
17 декабря 2019 года Специальный суд Пакистана заочно приговорил Мушаррафа к смертной казни, признав виновным в совершении государственной измены в 2007 году.

## Биография
Родился в Дели, в семье клерка министерства иностранных дел и был вторым из трёх сыновей. В 1947 году в связи с разделом Британской Индии вместе с семьёй перебрался в Карачи (Пакистан). В младенчестве жил в Турции, поскольку его отец служил там дипломатом. В Пакистане он учился в христианских школах, а затем получил военное образование в Военной академии.

### Военная карьера
После окончания Военной академии участвовал в двух войнах против Индии.
Первез Мушарраф занимал различные должности в вооружённых силах Пакистана, включая должности командующего пехотной дивизией (1991 год) и командующего отборного 1-го корпуса (1995 год). Являлся заместителем начальника секретариата министерства обороны Пакистана, с 1993 года по 1995 год занимал должность генерального директора управления общевойсковых операций главного командования вооружённых сил.
7 октября 1998 года произведён в полные генералы и назначен начальником штаба сухопутных войск Пакистана.

## Военный переворот

### Предпосылки
В конце 1998 — начале 1999 года в отношениях Пакистана с Индией наметилась разрядка, этому способствовали проведённые встречи между Шарифом и его индийским коллегой Аталом Бихари Ваджпаи. Однако все усилия были сведены на нет в мае, когда начался беспрецедентный с 1971 года рост напряжённости. Индийские войска разгромили вторгшихся на территорию Кашмира пакистанских спецназовцев в секторе Каргил (см. Каргильская война). Операция по захвату Кашмира, разработанная пакистанскими военными, провалилась, а премьер-министр Наваз Шариф заявил, что представители армии действовали по собственной инициативе. Военные были возмущены таким поведением премьера,
расценив его как «предательство национальных интересов».
По мнению некоторых индийских аналитиков, конфликт в Каргиле был разработан Мушаррафом как репетиция пакистанского стратегического плана полномасштабной войны с Индией. Согласно некоторым источникам, Шариф якобы не знал об участии регулярных частей в конфликте, и Мушарраф сообщил об этом премьеру лишь после того, как Индия сумела дать мощный отпор боевикам. Поражение пакистанцев в Каргильском конфликте оказалось кровопролитным и усугубило враждебность между генералом и премьер-министром.

### Переворот
В условии конфронтации с Первезом Мушаррафом Шариф заподозрил, что Мушарраф планирует захватить власть, и решил нанести удар первым. 11 октября 1999 года, когда Мушарраф возвращался из зарубежной поездки, премьер объявил об отставке командующего и запретил его самолёту садиться в Пакистане. Реакция военных оказалась быстрой — руководство вооружённых сил выступило против премьер-министра. Узнав о решении премьер-министра, генерал Мушарраф прервал свой визит в Шри-Ланку и вернулся домой. Самолёт с генералом благополучно приземлился в аэропорту Карачи, где его встречала большая группа единомышленников, и 12 октября 1999 года Мушарраф возглавил бескровный переворот против правительства Шарифа. В течение нескольких часов армейские подразделения взяли под контроль основные правительственные здания, телевидение и аэропорты в ведущих городах страны. Под домашним арестом оказались премьер-министр и назначенный им накануне на место Мушаррафа майор Зия Уддин, а также министр иностранных дел Пакистана Сартадж Азиз и министр информации Мушахид Хуссейн. Вскоре Первез Мушарраф возглавил страну.
Мушарраф стал именоваться «главой исполнительной власти». В стране было введено чрезвычайное положение, военные приостановили действие конституции и работу законодательных органов власти, центральное и региональные правительства были распущены. После переворота был учреждён новый государственный орган — Национальный совет безопасности, призванный консультировать главу исполнительной власти (с 2001 года — президента) по вопросам исламской идеологии, национальной безопасности и других важнейших составляющих национальной политики.

## Президент

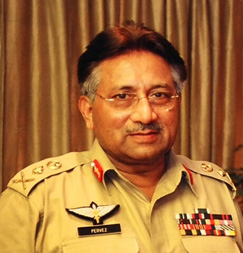
Генерал армии Первез Мушарраф, 2004 год

Новый военный правитель обещал покончить с коррупцией, а в международных делах начать переговоры с Индией по вопросу о Кашмире и с Афганистаном по вопросу о терроризме. Верховный суд Пакистана постановил, что генералу Мушаррафу предоставляется срок до октября 2002, чтобы вернуть страну к демократическому правлению.
20 июня 2001 П. Мушарраф стал президентом Пакистана, сменив на этом посту Рафика Тарара и получив согласие на приведение его к присяге со стороны главного судьи Верховного суда Иршад Хасан-Хана. При этом Мушарраф сохранил за собой посты главы исполнительной власти и вооружённых сил.
30 апреля 2002 года в Пакистане был проведён референдум о назначении Первеза Мушаррафа президентом страны сроком на пять лет; продление президентских полномочий Мушаррафа одобрили 97,97 % избирателей.
В октябре 2002 Мушарраф обещал провести новые парламентские выборы, чтобы после этого обратиться к парламенту с просьбой выбрать его президентом на пятилетний срок. Провозглашение Мушаррафа президентом Пакистана вызвало протест лидера Пакистанской народной партии Беназир Бхутто, обвинившей генерала в нарушении конституции.
В 2004 г. премьер-министром стал Шаукат Азиз.

### Покушения
За период с 2003 по 2005 пережил три попытки покушения на свою жизнь. Ещё 14 покушений, по данным пакистанских спецслужб, были предотвращены. Самыми громкими стали покушения 14 декабря и 25 декабря 2003.
14 декабря 2003 кортеж президента проезжал по мосту в окрестностях города Равалпинди. Под мостом было заложено пять взрывных устройств, но благодаря специальной аппаратуре, подавляющей радиосигналы, они сработали уже после того, как кортеж пересёк мост.
25 декабря 2003 президентский кортеж, проезжавший в Равалпинди, был атакован двумя грузовиками, начинёнными взрывчаткой. Автомобиль смертника вначале задавил насмерть полицейского констебля, а затем сумел задеть автомашину кортежа президента, в которой ехал шеф армейской разведки Пакистана генерал-лейтенант Надим Тадж. Вторая автомашина, управляемая другим террористом, также взорвалась, но кортеж Мушаррафа не пострадал. Погибло 14 случайных прохожих, ещё сорок человек получили ранения. Следствие по этому делу шло в условиях глубокой секретности. Точное число арестованных официально не объявлено до сих пор. Сначала президент обвинил в покушении международную террористическую организацию «Аль-Каида», но в ходе расследования пакистанские власти установили, что эти покушения организовали две независимые группы, в которые входили армейские офицеры низшего звена и исламские экстремисты. Людей, задержанных в рамках расследования дела о двух покушениях, судили два разных военных трибунала. Организаторы покушений были осенью 2005 года приговорены к смертной казни через повешение и пожизненному заключению, казнены 21 декабря 2014 года.

### Переизбрание

#### Борьба за переизбрание
В результате несогласованности действий законодательной, юридической и административной ветвей власти, и, в первую очередь, в результате приобретших открытый характер противоречий между П. Мушаррафом и главным судьёй Верховного суда Ифтихаром Мухаммадом Чоудхри Мушарраф столкнулся с различными препятствиями в вопросах предвыборного ценза и легитимности своего переизбрания на пост президента, и Верховный суд медлил с принятием решения по этому делу.
28 сентября 2007 года Верховный суд Пакистана разрешил Первезу Мушаррафу участвовать в президентских выборах, одновременно оставаясь главнокомандующим армией. За то, чтобы допустить Мушаррафа к выборам, проголосовали шесть из девяти верховных судей, остальные трое высказались против. Тем самым Верховный суд отклонил иск оппозиционных партий, которые настаивали на том, что, согласно конституции, кандидатом в президенты может быть только гражданское лицо, и требовали снять Мушаррафа с выборов, если он не откажется от поста главнокомандующего.
6 октября 2007 года состоялись президентские выборы, победу на которых одержал действующий глава государства генерал Первез Мушарраф. Верховный суд, однако, отказался подтвердить законность его избрания, пока он не уволится с армейской службы в запас.

#### Чрезвычайное положение
5 ноября суд планировал рассмотреть вопрос о легитимности избрания Первеза Мушаррафа на очередной президентский срок в октябре 2007 года. По мнению его противников, президент нарушил закон, сохранив за собой пост командующего армией: согласно конституции, главой государства может быть только гражданское лицо. Обстановку в Пакистане осложняло не только политическое противостояние между президентом и оппозицией, но и продолжающиеся теракты, организованные исламистами.
3 ноября президент Пакистана Первез Мушарраф ввёл в стране чрезвычайное положение. Действие конституции было приостановлено, в крупных городах было прекращено вещание частных телевизионных каналов, в столице также отключили телефонную сеть. Семь из семнадцати членов Верховного суда немедленно признали указ президента незаконным и были задержаны. Военные заблокировали подходы к основным правительственным объектам. В обращении к нации Мушарраф объяснил своё решение угрозой, которую создавали для страны исламские экстремисты. Кроме того, он сослался на враждебную деятельность судебных властей, парализовавшую работу правительства. Ситуацию усугубляли и сообщения о задержаниях руководителей и активистов пакистанских оппозиционных сил. Бхутто начала кампанию против Мушаррафа, требуя отмены чрезвычайного положения. Вскоре лидер оппозиции оказалась под домашним арестом, а запланированный её сторонниками «долгий марш» в Исламабад был запрещён.
Мушарраф в соответствии с указом о введении временной Конституции уволил Ифтикхара Мохаммеда Чоудхури с поста главного судьи Верховного суда, назначив его преемника. 22 ноября новый состав Верховного суда, состоящий из лояльных Мушаррафу судей, согласился признать его президентом. Верховный суд во главе с новым главным судьёй ускорил рассмотрение дела по вопросу переизбрания действующего президента страны П. Мушаррафа. По решению Верховного суда пакистанская избирательная комиссия 24 ноября проинформировала переходное правительство о победе П. Мушаррафа на прошедших президентских выборах. После этого Мушарраф пообещал уйти с поста командующего национальной армии и править страной как гражданское лицо.

#### Гражданский президент
28 ноября 2007 года Мушарраф покинул пост начальника штаба сухопутных войск Пакистана, а 29 ноября принял присягу в качестве гражданского главы государства. В ходе инаугурации Мушарраф поклялся соблюдать конституцию страны, а также охранять и защищать свой народ. И назвал своё вступление на пост гражданского президента «важным шагом на пути к установлению демократии в стране». В то же время он заявил, что не поддастся давлению Запада в отношении отмены режима чрезвычайного положения. «Нам нужна демократия, нам нужны права человека, нам нужна стабильность, но мы придём к этому своим путём», — отметил Мушарраф. Следующим шагом должны были стать всеобщие выборы и формирование нового правительства.

#### Отставка и арест
18 августа 2008 года добровольно ушёл в отставку с поста президента Пакистана, в связи с угрозой процедуры импичмента, которая была назначена на этот день. На его решение уйти в отставку под гарантии собственной безопасности также повлияли позиции стран Запада (включая США), которые отказали ему в своей поддержке, и позиция пакистанской армии, которая отказалась предпринимать какие-либо действия по защите президента в случае объявления ему импичмента.
Против Мушаррафа на родине заведено два уголовных дела: в 2009 году о незаконном аресте Мушаррафом более 60 судей, в том числе главы Верховного суда при введении чрезвычайного положения в 2007 году, а 12 февраля 2011 года пакистанский суд выдал ордер на арест Мушаррафа по делу об убийстве Бхутто. Проживающий в Великобритании экс-лидер сообщил через представителя, что не вернётся на родину.
24 марта 2013 года вернулся из эмиграции, чтобы принять участие в парламентских выборах.
31 марта 2013 на специальной сессии Верховного суда в Исламабаде обвинён в государственной измене, с заключением под стражу; исполнение приговора было сорвано из-за противодействия Мушаррафа решению суда.
30 апреля 2013 Мушаррафу, как следует из определения суда, запрещается пожизненно заниматься политической деятельностью на территории Пакистана.
9 октября 2013 выпущен под залог.
10 октября 2013 повторно арестован.
В марте 2016 года, после того, как Верховный суд Пакистана исключил экс-президента из списка лиц, которым запрещено покидать страну, 72-летний Мушарраф направился в ОАЭ на лечение. С тех пор он находился в Дубае, по версии следствия, скрывался от правосудия в связи с предъявленными ему обвинениями в уголовных преступлениях.
17 декабря 2019 года коллегия специального суда из трёх человек заочно приговорила бывшего президента страны к смертной казни по обвинению в государственной измене, по 6 статье Конституции страны (согласно ей, любой, кто нарушает конституцию «с применением силы или демонстрацией силы», виновен в государственной измене).

## Смерть и похороны
Умер 5 февраля 2023 года в Дубае после продолжительной болезни. Правительство Пакистана оказало содействие в транспортировке тела экс-президента и организации его похорон, вечером 6 февраля тело Мушаррафа было спецбортом доставлено в Пакистан. 7 февраля похоронен на военном кладбище в Карачи.

## Личная жизнь
Мушарраф увлекался спортом, в свободное время играл в сквош, бадминтон и гольф. Занимался греблей на каноэ, любил водные виды спорта, карточные игры.
Одно из увлечений Мушаррафа — военная история; как сообщалось в прессе, его любимым кинофильмом был «Гладиатор», который повествует о древнеримском полководце, ведущем борьбу против порочного императора.
В 2006 году, участвуя в передаче телепрограммы на канале Geo Television, приуроченной к четырёхлетию этого частного телеканала, Мушарраф, отвечая на вопросы детей, признался, что почти не умеет готовить: «Я знаю только, как готовятся французские тосты. Я и жену научил их готовить».